# Modella seduta, di spalle, studio per Le modelle
Modella seduta, di spalle, studio per Le modelle (Poseuse assise, vue de dos, étude pour Les Poseuses) è un dipinto a olio su tavola (24,5x15,5 cm) realizzato nel 1886 dal pittore Georges-Pierre Seurat.
È conservato nel Musée d'Orsay di Parigi.
Prima di realizzare Le modelle, Seurat realizzò numerosi studi dividendo il dipinto in diverse parti: questa raffigura nello specifico la modella che compare sull'estrema sinistra del dipinto finale.